# Pi de Conflent
Pi de Conflent (['piðɘkuɱ'flen], o ['pi], en francès oficialment Py) és una comuna de la comarca del Conflent, a la Catalunya del Nord.
Es tracta d'un petit poble de muntanya en el terme del qual es troba part de la Reserva natural de Pi - Mentet. És proper a ponent al Canigó. Els seus habitants també són coneguts com a pinatxos.

## Etimologia
Joan Coromines deixa establert que el nom del poble prové del llatí comú pinus, nom de l'arbre del mateix nom actual que el poble. Es tracta, sens dubte, d'un arbre molt abundant en aquest poble i terme.

## Geografia

### Localització i característiques generals del terme

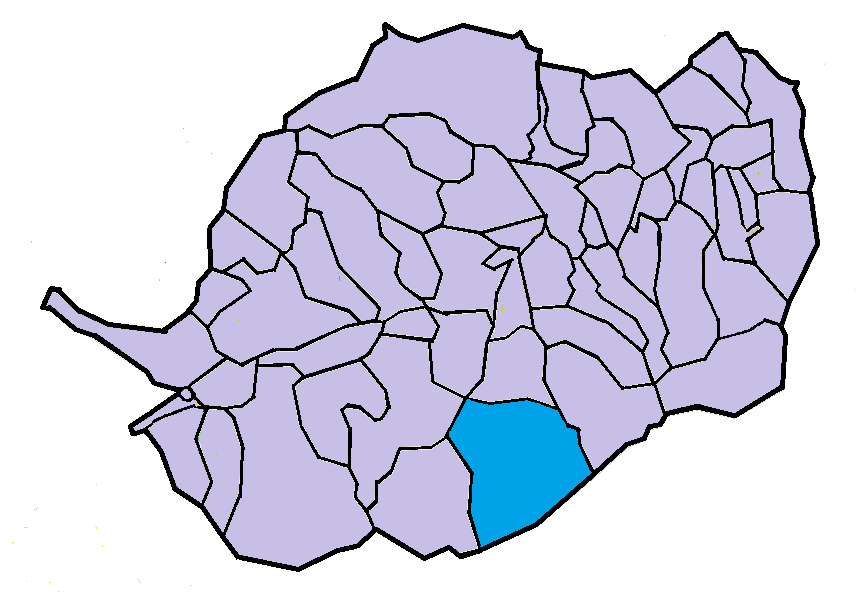
Situació de la comuna de Pi de Conflent a la seva comarca

El terme comunal de Pi de Conflent, de 508.600 hectàrees d'extensió, és situat en els contraforts occidentals del Massís del Canigó, just a l'extrem sud del centre de la comarca del Conflent. El terme és força accidentat i està majoritàriament cobert de boscs i pastures.
El seu terme és íntegrament la vall alta de la Rotjà, que disposa d'una capçalera molt extensa, tota ella formada per torrents de muntanya que formen un circ a l'entorn del poble, que és al centre, però decantat cap al nord del terme. Els punts més elevats del terme són els que formen el límit meridional de la comuna, una línia esbiaixada de sud-oest a nord-est, on es troben, en aquesta mateixa direcció, la Mort de l'Escolà (2.463 m alt), la Portella de Rotjà (2.375,4), les Esquerdes de Rotjà (2.243), el Puig de la Collada Verda (2.403), la Collada del Vent (2.229) i el Cim dels Cums (2.299,4).
Els límits oriental i occidental de la comuna estan formats per les carenes que delimiten la vall de la Rotjà. L'oriental, que davalla del Cim dels Cums cap al nord-oest i té el Pla Guillem a l'angle sud-est de la comuna, va davallant cap al Pic de la Roqueta (2.269,1 m alt), la Collada de la Roqueta (2.082,1) i la Creu de la Llipodera, el Pic de Donapà (2.112,3), la Collada de Donapà (2.056,5), el Serrat del Solà Gros (2.003,1), la Collada de Mates Roges (1.835,4) i el cim de Mates Roges (1.738,5), extrem nord-est de la comuna. L'occidental, des de la Mort de l'Escolà (2.457,1), baixa cap a la Serra del Salt dels Cans (2.382), el Cim de Pomerola (2.456), el Pla Seguelar (2.233,2), el Coll de Mentet (1.761), i el Puig del Senyor (1.959,3), triterme amb Mentet i Nyer, on el termenal torç cap al nord-est, passa pel Serrat de la Menta (2.133), i arriba al Pic de Tres Estelles (2.099), extrem nord-oest del terme de Pi de Conflent.
El límit nord del terme, que separa la vall alta de la Rotjà de la mitjana, que constitueix bàsicament el terme de Saorra, està format per un contrafort oriental del Pic de Tres Estelles que davalla cap a la Rotjà, i un d'occidental de Mates Roges, que també s'adreça a la llera del riu esmentat, bastant a prop al nord-est del poble de Pi de Conflent. El poble és a 1.023 m alt.
El terme comunal de Pi de Conflent està inclòs en el Parc Natural Regional del Pirineu Català.
Termes municipals limítrofs:
| Nyer   | Escaró / Saorra            |                   |
| Mentet |                            | Castell de Vernet |
|        | Prats de Molló i la Presta |                   |

### El poble de Pi de Conflent

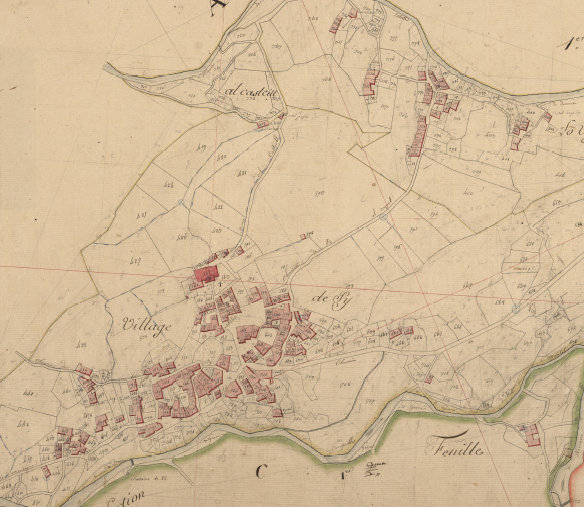
Pi de Conflent i el Veïnat en el Cadastre napoleònic del 1812 (Arxius Departamentals dels Pirineus Orientals)

El poble de Pi de Conflent està situat al centre de la vall de la Rotjà, a la seva esquerra, al nord del terme. És un poble escalonat en un petit vessant dominat al nord pel Pic de Tres Estelles, amb l'església parroquial de Sant Pau de Pi, romànica en el seu punt més elevat.

### El Veïnat
El Veïnat, o Veïnat d'Avall, o de Dellà, és uns 250 metres al nord-est del poble de Pi de Conflent, accessible pel carrer d'Avall i la seva continuació, el carrer del Veïnat, hi ha el grup de cases conegut precisament pel nom del Veïnat. Està documentat des del 1680.

### Les Fargues
Les Fargues, desaparegudes, possiblement corresponen al lloc encara conegut com la Farga, aigua avall del poble, a la dreta de la Rotjà.

### Les Molleres
Al peu de la carretera D - 6, poc abans d'arribar al poble, hi ha el petit nucli de les Molleres, just a l'est del poble principal del terme.

### El Castell de Pi
El Castell de Pi era un castell medieval situat al nord de la població del mateix nom, en el vessant sud-oriental del Pic de Tres Estelles.

### La Plana del Pi
La Plana del Pi era un vilar i castell documentat el 1313.

### Planès
Aquest antic veïnat era situat a l'extrem nord-est del terme, al límit amb Castell de Vernet, hi hagué el lloc de Planès, documentat entre el 1007 i el 1562. Era al sud de la Collada de Mates Roges, a prop a ponent de la Serra del Solà Gros.

### Pla -o Prat- Rossell
Petit veïnat també desaparegut, hi era documentat un petit assentament monacal, del qual pervisqué el topònim de l'Ermita. Era a llevant del terme, en el vessant occidental del Pic de Donapà. També està documentat des del segle xi (1007) i 1570, que és quan apareix documentat l'Ermita.

### Hidrologia
Tot el terme comunal de Pi de Conflent forma la capçalera de formació de la Rotjà, tant del curs principal d'aquest nom, com de tots els seus afluents de capçalera. La Rotjà neix a les Fonts de la Rotjà, situades en el vessant nord de la Mort de l'Escolà i al nord-oest de la Portella de Rotjà, al lloc més meridional del terme de Pi de Conflent, al sud-oest del terme comunal. Es tracta del lloc anomenat les Conques de la Portella de Rotjà, que són complementades poc més endavant per les Conques del Salt dels Cans, les Conques del Mig i les Conques de Garravera. Des de totes elles aflueixen en la Rotjà, just en el seu primer tram, tot de torrents de muntanya, sovint de curt recorregut, però força desnivell.
Des d'aquell lloc, i de forma molt sinuosa, s'adreça cap al nord, en algun tram decantant-se cap al nord-est, però després tornant a la direcció principal cap al nord. Així, passa per Prat Barrat, després pels Clots, on hi ha dos refugis de muntanya, Calibet, el Pas de la Llosa, Tossol i el Pas de Rotjà, on rep per la dreta el primer afluent significatiu: la Ribera del Solà del Pomer, que hi aporta el Còrrec de la Collada Verda. Al nord del Pas de Rotjà rep per l'esquerra el Còrrec de Pomerola, que hi aporta el Còrrec del Solà de les Descàrregues, el del Novallet i el dels Orriets. Després, per la dreta, el Còrrec de Palfic, i per l'esquerra, el del Clot d'en Vila. Més al nord, després de rebre alguns petits còrrecs més, rep per la dreta el Rec de les Saletes, que reuneix la Ribera de la Secallosa, el Còrrec del Solà del Tiroi, el Còrrec d'en Felip i el Còrrec del Clot dels Llops. Més al nord, i ja a prop del poble de Pi de Conflent, ara per l'esquerra rep el Còrrec del Solà de Balaguer, i tot seguit, pel mateix costat, el Comall de Batxillet. Just al sud del poble rep també per l'esquerra el Torrent del Bac i de seguida el Torrent de Campelles, que és el que passa pels peus del poble i defineix tota la vall de ponent del terme. Aquest torrent aporta els còrrecs de l'Ortigat, de Rata Negada, de Cantallops, amb la Torrentera de Moscalló a la capçalera, de la Gota, del Roig, de l'Estalella, del Bosc, el Torrent de la Moixera i, ja a l'estrem occidental del poble, el Còrrec de l'Orri i del Carbassó, que s'uneixen poc abans.
Al nord-est del poble arriba per l'esquerra a la Rotjà el Còrrec de Tres Estelles, amb el Comall de la Palla, que ve del Veïnat. Continuant cap al nord, rep per la dreta el Còrrec de Bareu, de llarg recorregut, la vall del qual marca tot el secor nord-est del territori de Pi de Conflent. Aquest còrrec es forma en el vessant nord-oest del Pic de Donapà, i al llarg del seu recorregut recull tot de petits còrrecs i el Torrent Fosc. A prop del termenal amb Saorra arriba a la Rotjà per la dreta el Torrent de Tonet, i tot seguit, ran de termenal comunal, per l'esquerra el Còrrec del Bac del Rodon. Tot seguit el riu abandona el terme de Pi de Conflent per tal d'entrar en el de Saorra.

### Orografia
Entre les formes de relleu que apareixen a la toponímia de Pi de Conflent hi ha bacs, com el Bac de Balaguer, el de Bernat Joan, el de Botifarra, el de Claror, el de Dalt, el de Garravera, el de Joan Petit, el de la Galla, el del Clot d'en Vila, o de l'Esquerrà, el de les Saleres, el del Rodon, el dels Brandaires, el del Tell del Gat, el d'en Biro, el de Picoli, el de Tonet i la Baga; boscs, com el Bosc de la Secallosa, el de la Vila, anomenat, simplement, el Bosc, el Bosc de Rodon (nom antic, ja en desús); clotades, com el Clot de Guillemàs, el de la Cirera, el de la Peira, el del Bac, el de les Falgueres, el del Llop, el de Novallet, el del Solà de Balaguer, el del Solà del Troi, el d'en Vila, el de Palfic, el de Pomerola, el de Rata Negada, el Clot Eixut, les Clotes, els Clots i Cireros, o Clot de Cireros; collades, com la Collada de Botifarra, la Collada de Donapà, la Collada de l'Abrit, la Collada de la Molina, la Collada de la Roqueta, la Collada de l'Eusebi, la Collada del Vent, la Collada de Mates Roges, la Collada de Porret, la Collada de Roques Blanques, la Collada Verda, el Coll de la Mandra, el Coll de la Menta, el Coll de Mentet, el Coll d'Enganyapastor, el Coll de Sant Pau, el Collet de Palfic, el Pas de la Llosa, el Pas de Rotjà, la Portella de Rotjà, el Portell de l'Esquerrà, el Portell de Roques Blanques; comes i comalls, com el Comall de la Palla, el Comall del Batxillet i el Comall de l'Ós; conques, com les Conques de Garravera, les de la Portella de Rotjà, les del Mig i les del Salt dels Cans; costes, com la Costa del Brau, la del Paio, la del Paradís (nom antic) i la del Vinagre; coves, com la Cova de Claror, la de l'Ós i la dels Castellars; muntanyes, com el Cim de Moscalló, el Cim de Pla Seguelar, el Cim de Pomerola, Mates Roges, la Mort de l'Escolà, el Pic de Tres Estelles, el Pic de Donapà, el Pic de la Llobeta, el Pic de la Roqueta, el Puig de la Collada Verda, el Puig del Senyor, o Puig de Farinola, Turons de l'Orri, Turons dels Cireros i Turons dels Graners; planes, com el Pla, Pla Capellà, Pla de la Masó, Pla de Pubill, Pla Guillem, Planell del Ferrador, o Planal del Cortal, Pla Rossell, abans Prat Rossell i Pla Seguelar; serres i serrats, com la Serra del Pou, la del Salt dels Cans, la del Solà Gros, la de Planès, el Serradet de la Font del Miracle (nom antic), la Serra Pinosa, la Serra de les Descàrregues, el Serrat, el Serrat de la Menta, el de la Mort, el de les Agulles, el de les Llenyes, el de l'Oriol, el del Peirer, el del Quec, el dels Miquelons, el dels Picadors, el del Vermell i el de Mallat; solanes, com el Solà de Balaguer, el de l'Abat, el de la Casa, el de la Cristina, el de la Tira, el del Cirerer, el de l'Esperella, el de l'Esquerrà, el del Grau, el del Mateu, el de l'Otzina, el del Pomer, el del Portell Trencat, el del Roig, el dels Dallaires, el dels Porcs, el del Troi, el de Monet, el de Peira Gras, el de Rigat, el de Rotjà, el de Tonet, el de Vallarderes, la Solana, la Solana de la Comtessa i la Solaneta.

### El terme comunal
Les partides i indrets específics del terme de Pi de Conflent són les Agulles, l'Argelers, l'Avetosa, Bareu, Bernat Joan, el Cabanat, Calibet, el Camp de Badós, el Camp de Barrall, el Camp de Ferracabres, el del Peirot, el de Marit, el d'en Pau, el de Sant Cristo, el de Vinçà, Canavars de Baptistet, Canavelles, Cantallops, Cantapoc, Cap del Bac dels Brandaires, la Capelleta, la Carbonera, el Castell, abans Serrat de la Condamina, els Castellets, les Clapisses de Bernat Joan, Cobertorat, els Colomers (dos amb el mateix nom), la Colomina, Darrer Castell, les Descàrregues, l'Endomeu, l'Escolanet, les Esfemades, Espantarós, les Esplanelles, les Esplanes, les Esquerdes de Rotjà, Estalelles, Falbona, la Falguerosa, la Farga, la Feixa del Cargolí, les Feixilles, Felip, Ferrador, Flamanella, Font de Sant Jaume, Font de Sant Pau, Fonts Vives, Font Tancada, Garbilló, la Garravera, la Gavatxona, el Gorg de Ruscalla, la Jaça de la Llobeta, la Jaça del Bosc, la Jaça de les Anyelles, la Jaça de l'Euga Blanca, la Jaça del Mas de la Garriga, la Jaça de l'Orri, la Jaça del Rei, la Jaça dels Bous, la Jaça dels Cavalls, la Jaça dels Eugassets, la Jaça del Solà del Pomer, la Jaça dels Orriets, o de Novallet, la Jaça dels Verdots, la Jaça de Mata Verd, els Jaçals de les Eugues, la Jaça Vella de Palfic, els Jacellets, la Llipodera, les Lloses de l'Endomeu, les Lloses de l'Estalella, el Malpàs, Mal Solà, el Marcenil, les Marges, el Mas de la Garriga, Maseres, Mata Verd, Mates Roges, Mitxeu, la Molina, la Mollera de la Carbassina, la Mollera dels Isards, la Mollera del Tretze, la Mollera Llarga, les Molleres, les Molleres de Roques Blanques, el Moscalló, els Naucs, l'Oratori de Sant Pau, l'Orri, l'Ortigat, Palfic, els Pasquers de Rotjà i de Gavarrera, Paulí, Peu de la Tira, Peu del Bosc, Planès, Potxart, Prat Barrat, Prat del Comú, Prat de Solà Gros, el Pujador de Mata Verd, Ras de Barba Blanc, Ras de Portella Blanca, Ras de Tres Estelles, Ras de Gavarrera, Ras de l'Estalella, Ras de Raset Petit, la Riba del Cantonyer, la Riba de Pomerola, el Ribàs de l'Argalla, Roca de Farinelles, Roca de l'Ermita, Roca de la Llosa del Beç, Roca del Ribet, Roca Llarga, Roca Rodona, Roca Roja, Roc de Balaguer, Roc de Camagròs, Roc de la Cabdeta, Roc de la Llobeta, Roc de la Mena, Roc de la Molina, Roc de l'Andreu, Roc de la Socarrada, Roc de la Timbala, Roc del Barret, Roc del Bitó, Roc del Calmador, Roc de les Cabres, Roc del Faig, Roc del Lió, Roc del Magret, Roc del Paroll, Roc del Pi, Roc del Salt dels Cans, Roc dels Banys, Roc dels Bous, o de la Jaça dels Bous, Roc dels Campanassos, Roc dels Euguets, Roc dels Guardes, Roc dels Lladres, Roc del Solà del Capó, Roc dels Travins, Roc del Tan, Roc de Moscalló, Roc de Planès, Roc de Tibola, Roc Miner, Roc dels Corbs, Rocs Blancs, Rodonelles, Roques del Solà del Grau, Rotjà, la Roureda, Saletes, Secatot, Seti del Senyor, Sotelles, el Tall de l'Aixola, el Tall de Sotapàs, Tavernalles, el Tell, Terra Blanca, el Terrer, la Tira, la Tira de l'Esquerrot, Torrent Fosc, les Torretes, Tossol, Tres Caps dels Rocs, Tres Colls, Tres Estelles, les Trilles, les Vernoses (dues de diferents) i les Voltes. Alguns indiquen senyals termenal, com el Cim del Camp de Barrall, el Cim dels Cums, la Creu de la Llipodera, la Creu de Moscalló, la Creu de Pla Seguelar, Roc de la Palla, Roc del Bosc d'en Sicre i Roc de Rodon.

## Transports i comunicacions

### Carreteres
Una sola carretera travessa al terme de Pi de Conflent: la carretera D - 6 (N - 116, a Cornellà de Conflent - Mentet), que uneix Vilafranca de Conflent amb Fullà, Saorra, Pi de Conflent i Mentet. Pi de Conflent és a 11,5 quilòmetres de Mentet, a 6,3 de Saorra, a 9,5 de Fullà i a 13 quilòmetres de la N - 116 i Vilafranca de Conflent.

### Transport públic col·lectiu
Pi de Conflent disposa de dos serveis diaris de la línia 245 de transport públic Le bus à 1 €. Aquesta línia uneix Pi de Conflent amb Saorra (1 quart d'hora), Fullà (20 minuts), Vilafranca de Conflent (mitja hora), Rià (35 minuts) i Prada (40). Circulen de dilluns a dissabte; diumenge i dies festius, sense servei. També hi ha el TAD (Transport à la demande), que serveix tots els pobles de la vall de la Rotjà.

### Els camins del terme
Atès que hi ha una sola carretera, i que travessa exclusivament el nord-oest del terme, a Pi de Conflent hi ha nombrosos camins locals. Els més destacats són el Camí de Bareu, el de Cantapoc, el de Cireros, el de la Tira, el del Clot d'en Vila, el del Tall dels Bous, el de Mentet (que és el tram del GR - 10/36 dins del terme), el de Saletes i el de Tonet. El Camí de la Muntanya, el del Castell i el del Veïnat són ja noms antics, el darrer perquè ha estat substituït per un carrer del poble mateix. Pocs, són, en canvi, els que enllacen Pi de Conflent amb els pobles i terme veïns, tot just s'hi troba el Camí de Nyer a Prats de Molló, a part de la Ruta de Mentet i la de Saorra, que són la mateixa carretera departamental 6.
Sí que hi ha algunes pistes forestals, com la de Rotjà, la de Novallet, la de la Baga, la de Roques Blanques i la de Mata Verd. També hi ha el Camí Ramader de Campmagre al Pla Guillem, i com a ruta excursionista, el Torn del Tres Estelles.

## Activitats econòmiques
A l'antiguitat de Pi de Conflent sortia un tipus de roca molt emprada en construccions antigues i escultures de tota la comarca. Es tracta d'un jaciment format per dues pedreres de marbre de bona qualitat, blanc i sacaroide.
L'agricultura hi és migrada, però la ramaderia, que havia estat la primera activitat de Pi de Conflent, ja que aprofita els prats del terme, té encara un cens de (bestiar important, cap a 150 caps de boví, i un miler de caps d'oví i cabrum). Fora d'això, hi ha, principalment a l'entorn del poble, més de 100 ha en ús, en una dotzena d'explotacions agràries. Hi ha arbres fruiters (pomeres i pereres), vinya, hortalisses i cereals.
Antigament, hi havia fargues, a Pi de Conflent (es conserven com a topònim), però són desaparegudes des de mitjan segle xx. El 85% del territori comunal fou venut a societats estrangeres, i actualment són en mans d'entitats d'estalvi.

## Història
Diferentment del terme veí de Castell de Vernet, Pi de Conflent pertanyia a l'abadia de Sant Miquel de Cuixà. Ja consta en una butlla del papa Agapit II, que confirma la possessió de Cuixà d'un alou in Pino. Altres papes el tornen a confirmar: Joan XIII (968) i Sergi IV (1011). Tanmateix, després del llegat testamentari de comte Sunifred II de Cerdanya, l'alou de Pi passà a mans del monestir de Sant Pere de Camprodon, donació confirmada el 1017 pel papa Benet VIII.
Just després, el 1022, era consagrada l'església de Sant Pau de Pi per Guifré, arquebisbe de Narbona, fill del comte Guifré II de Cerdanya, i per l'abat Oliba, bisbe d'Osona. Una altra donació, ara del comte Guillem Ramon, l'atribuí a Santa Maria de Ripoll el 1094, però l'abat de Sant Pere de Camprodon conservà la senyoria de Pi de Conflent fins a la Revolució Francesa.

## Demografia

### Demografia antiga
La població està expressada en nombre de focs (f) o d'habitants (h)
| 32 f | 28 f | 10 f | 5 f | 8 f | 109 f | 59 f | 400 h | 104 f | 104 f |

Notes:
- 1358 i 1365: per a Pi de Conflent i la Plana (o la Plana del Pi)
- 1709: per a Pi de Conflent i Mentet.

### Demografia contemporània
| Evolució de la població |      |      |      |      |      |      |      |      |
| 1793                    | 1800 | 1806 | 1821 | 1831 | 1836 | 1841 | 1846 | 1851 |
| 495                     | 493  | 457  | 538  | 576  | 598  | 572  | 605  | 667  |

| 1856 | 1861 | 1866 | 1872 | 1876 | 1881 | 1886 | 1891 | 1896 |
| ---- | ---- | ---- | ---- | ---- | ---- | ---- | ---- | ---- |
| 664  | 622  | 537  | 531  | 533  | 502  | 469  | 500  | 478  |

| 1901 | 1906 | 1911 | 1921 | 1926 | 1931 | 1936 | 1946 | 1954 |
| ---- | ---- | ---- | ---- | ---- | ---- | ---- | ---- | ---- |
| 451  | 437  | 423  | 328  | 287  | 234  | 223  | 157  | 170  |

| 1962 | 1968 | 1975 | 1982 | 1990 | 1999 | 2004 | 2009 | 2014 |
| ---- | ---- | ---- | ---- | ---- | ---- | ---- | ---- | ---- |
| 146  | 113  | 102  | 95   | 97   | 107  | 108  | 96   | 93   |

| 2015 |
| ---- |
| 92   |

Fonts: Ldh/EHESS/Cassini fins al 1999, després INSEE a partir deL 2004

### Evolució de la població

Evolució de la població 1962-2008

## Administració i política

### Batlles
| Alcalde      | Període                       |
| ------------ | ----------------------------- |
| Gérard Rabat | Març del 1977 - Març del 2014 |
| Louis Vila   | Març del 2014 - Moment actual |

### Legislatura 2014 - 2020

#### Batlle
- Louis Vila.

#### Adjunts al batlle[13]
- 1a: Françoise Elliott
- 2a: Jacqueline Ramond.

#### Consellers municipals
- Delphine Carrere
- Véronique Martzolf
- Jean-Pierre Penacchio
- Gérard Rabat.

### Adscripció cantonal

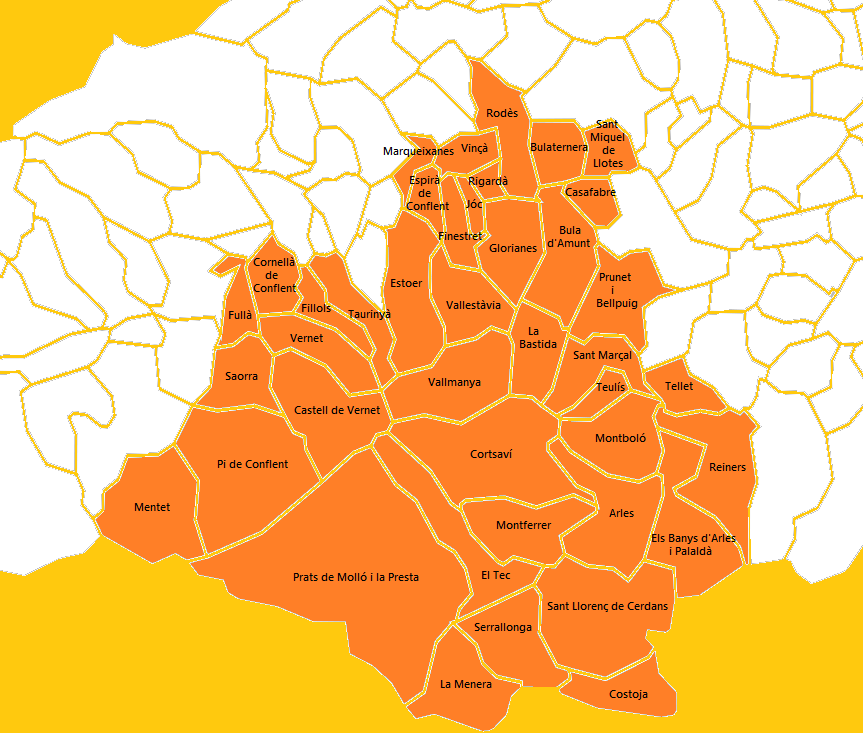
Mapa del Cantó del Canigó

A les eleccions cantonals del 2015 Pi de Conflent ha estat inclòs en el cantó número 2, denominat El Canigó, amb capitalitat al poble dels Banys d'Arles, de la comuna dels Banys i Palaldà. Està format per les viles d'Arles, Prats de Molló i la Presta, Sant Llorenç de Cerdans, del Vallespir, i Vinçà, del Conflent, i els pobles del Conflent de Castell de Vernet, Cornellà de Conflent, Espirà de Conflent, Estoer, Fillols, Finestret, Fullà, Glorianes, Jóc, Marqueixanes, Mentet, Pi de Conflent, Rigardà, Rodès, Saorra, Taurinyà, Vallestàvia, Vallmanya i Vernet, els del Rosselló de la Bastida, Bula d'Amunt, Bulaternera, Casafabre, Prunet i Bellpuig, Sant Marçal, Sant Miquel de Llotes, Tellet i Teulís, i els del Vallespir dels Banys i Palaldà, Cortsaví, Costoja, la Menera, Montboló, Montferrer, Reiners, Serrallonga i el Tec forma part del cantó número 2, del Canigó (nova agrupació de comunes fruit de la reestructuració cantonal feta amb motiu de les eleccions cantonals i departamentals del 2015). Són conselleres per aquest cantó Ségolène Neuville i Alexandre Reynal, tots dos del Partit Socialista francès.

### Serveis comunals mancomunats
Pi de Conflent forma part de la Comunitat de comunes de Conflent - Canigó, amb capitalitat a Prada, juntament amb Prada, Arboçols, Campome, Campossí, Canavelles, Castell de Vernet, Catllà, Clarà i Villerac, Codalet, Conat, Cornellà de Conflent, Escaró, Espirà de Conflent, Estoer, Eus, Finestret, Fillols, Fontpedrosa, Fullà, Jóc, Jújols, Marqueixanes, els Masos, Mentet, Molig, Mosset, Noedes, Nyer, Oleta i Èvol, Orbanyà, Orellà, Rià i Cirac, Rigardà, Saorra, Serdinyà, Soanyes, Sornià, Tarerac, Taurinyà, Toès i Entrevalls, Trevillac, Vallestàvia, Vallmanya, Vernet, Vilafranca de Conflent i Vinçà.

## Cultura
Pi de Conflent no té actualment cap centre d'ensenyament, atesa la poca població de la comuna. Els centres d'ensenyament maternal i primari més propers són els públics de Fullà, Cornellà de Conflent, Oleta, Saorra, Vernet o Vilafranca de Conflent. Pel que fa a secundària, els col·legis de Prada, i els liceus de Prada per al batxillerat.

## Llocs i monuments
- Església romànica de Sant Pau de Pi, consagrada el 1022